# 아제르 상귀니스 전투
아제르 상귀니스 전투는 피의 벌판 전투, 사르마다 전투, 발랏 전투로도 알려져 있으며 살레르노의 로제르가 지휘하는 안티오키아 공국의 십자군 부대가 알레포의 오르토퀴드 왕가의 지배자 마르딘의 일가지가 지휘하는 부대에게 1119년 7월 28일 궤멸한 사건이다.

## 배경
안티오키아 공국과 다른 십자군 국가들은 알레포와 모술에 거점을 둔 북 시리아와 자지라를 지배하는 이슬람 국가들과 전쟁을 계속하고 있었다. 1113년 알레포의 리드완이 사망하고 몇 년간의 평화가 계속되었다. 그러나 보에몽 2세의 섭정으로써 안티오키아 공국을 다스리던 살레르노의 로제르는 리드완의 죽음으로 유발된 유리한 상황을 이용하려 하지 않았다. 에데사 백작 보두앵 2세와 트리폴리 백작 폰스 역시 마찬가지로 자기 자신들의 당면한 이익에만 집중하여 알레포의 무슬림 세력에 대항하여 로제르와 동맹을 맺으려 하지 않았다. 1115년 로제르는 사르민 전투에서 부르스크 빈 부르스크가 지휘하는 셀주크 군의 공격을 격퇴하였다.
1117년 알레포는 오르토퀴드 가문의 아타베그 일가지의 지배하에 들게 되었다. 1118년 로제르는 아자즈를 함락함에 따라 알레포는 십자군의 공격에 노출되었다. 이에대하여 일가지는 1119년 안티오키아 공국을 공격하여 대응했다. 로제르는 안티오키아의 라틴 총대주교 발렌스의 베르나르도와 함께 아르타에서 출진하였다. 베르나르도 총대주교는 아르타가 방어가 충실하고 안티오키아에서 가까우며, 로제르의 군대가 아르타에 있는 한 일가지의 군대는 감히 안티오키아를 향하여 진군하지 못할 것이라고 로제르에게 조언하였다. 베르나르도 총대주교는 또 로제르에게 예루살렘 왕국의 왕 보두앵과 폰스에게 지원을 요청하라고 조언하였다. 그러나 로제르는 지원군의 도착을 기다리지 않았다.
로제르는 일가지가 알아타리브 항구를 공략하는 동안 사르마다의 도로에 진영을 쳤다. 뷰에 퐁의 로베르 휘하의 소규모 군세가 공성을 풀기위해 출진했고, 일가지는 투르크군의 전형적인 작전을 다시한번 시도하여 거짓퇴각을 개시했다. 로베르의 군세는 항구에서 투르크군이 있는 곳으로 유인당했고, 매복공격을 받았다.

## 전투
일가지는 다마스쿠스를 지배하는 부리드 가문의 에미르 톡테인의 원군을 기다리고 있었으나, 일가지 역시 원군을 기다리는 것에 넌더리를 내고 있었다. 별로 사용되지 않는 도로를 이용하여 일가지의 군대는 6월 27일 밤동안 재빠르게 로제르의 진영을 포위하였다. 로제르는 부주의하게도 퇴로가 별로 없는 급경사의 나무로 가득찬 계곡에 진영을 설치했다. 로제르의 군대는 700명의 기사와 기마궁수인 투르코폴레스를 포함한 3,000명의 일반병으로 구성되어 있었으며 기습을 당하자 급하게 다섯 개의 부대로 편성하였다. 십자군은 끝부분이 이슬람군과 가장 멀리 떨어진 V자 형태로 진을 쳤다. 좌익에서 우익에 이르는 각 부대는 생 로의 로베르, 로제르 공, 프레넬의 기, 수도사 고프레이와 피에르가 지휘를 맡았다. 그러는 동안 로제르는 레나드 멘소에르 휘하의 여섯 번째 부대에게 후방을 지킬 것을 명했다.
이슬람 군대가 대기하고 있을 때 카디(이슬람 재판관) 아부 알파들 이븐 알카시샤브는 머리에는 법률가의 터번을 썼으나 손으로는 창을 휘두르며 군대의 앞으로 말을 달려나왔다. 동시대 알레포의 역사학자 카말 아드 딘에 따르면, 이슬람군은 처음에는 조심스럽게 카슈샤브의 연설을 들었으나, 지하드에 참여하는 전사들의 의무와 이익을 환기하는 카슈샤브의 열정적인 연설이 끝나자, 고무된 이슬람 병사들은 격정적으로 전투에 참여했다고 한다.
7월 28일 아침 기사들의 앞에 서 있던 안티오키아 보병대와 투르크 궁병대 사이의 궁시의 교환으로 시작되었다. 처음 십자군은 우익의 피에르와 수도사 고프레이가 지휘하는 부대가 공격을 개시하여 그들의 상대를 격파했을 때 전투를 유리하게 진행해 나갔다. 프레넬의 기가 지휘하는 중앙부대도 역시 전투를 유리하게 진행해 나갔다. 그러나 전투는 좌익에서의 싸움에서 순식간에 결판이 나버렸다. 생 로의 로베르와 투르코폴레스들은 적에게 격파당해 로제르의 부대쪽으로 도망쳤고, 로제르 부대를 혼란시켰다. 또 안티오크의 기사와 보병대들의 얼굴에 먼지를 실은 북풍이 불어와 시야를 가려 이들을 더욱 더 혼란시켰다. 곧 투르크군의 양익은 십자군을 포위하였다.
전투 중에 로제르는 자신의 군기로 쓰이던 거대하고 보석이 아로새겨진 십자가 깃발 아래에서 얼굴에 칼을 맞고 전사하였다. 나머지 십자군 병사들도 살해당하거나 사로잡혔다. 오직 두 명의 기사들만이 살아남았다. 레나드 맨소에르는 보두앵 왕을 기다리기 위해 사르마다 항에 피난하였으나, 후에 일가지에 의해 포로로 잡혔다. 다른 포로들 중에는 나중에 이 전투에 대하여 기록하게 되는 대법관 월터와 같은 이들이 있었다. 학살에 가까운 피해를 입은 십자군의 패배는 이 전투로 하여금 라틴어로 "피의 벌판"을 뜻하는 아제르 상귀니스라는 이름을 얻게 하였다.

## 영향
이 전투는 무슬림이 셀주크 투르크의 도움 없이 십자군을 격퇴할 수 있다는 것을 증명하였다. 그러나 일가지는 얼마 안 있어 주연에 빠져 안티오키아로 진군하지 않았고, 이에 베르나르도 총대주교는 이 기회를 이용하여 그가 할 수 있는 모든 것을 다하여 방어수단을 구축하였다. 그러나 상황이 이러했음에도 불구하고 안티오키아 공국은 많은 병사들을 잃었고 아타리브, 제르다나, 사르민, 마아라트 알누만과 카프르 타브와 같은 영토들은 급속도로 무슬림에게 함락 당했다.
일가지는 8월 14일 예루살렘의 보두앵 2세와 폰스 백작에게 하브 전투에서 패퇴하였고, 보두앵은 안티오키아의 섭정직을 차지하였다. 보두앵은 무슬림 손에 떨어진 마을들을 일부 탈환하였다. 그럼에도 불구하고 아제르 상귀니스 전투는 안티오키아 공국을 약화시켰고, 다음에 찾아올 10년 동안 계속된 무슬림의 공격을 불러들였다. 그리고 이러한 결과로 인해 안티오키아 공격은 결과적으로 비잔티움 제국의 영향력 하에 편입된다.
이후 십자군은 1125년에야 아자즈 전투에서 승리함에 따라 시리아에 대한 영향력을 되찾는다.
아제르 상귀니스라는 라틴어는 성경에서 유다가 예수를 배반하고 받은 돈으로 산 땅을 가리킬 때 사용되기도 한다. 사도행전에 따르면, 유다는 이 땅에서 자살했으며, 이곳은 아람어로는 아켈데마치, 불가타판에서는 아제르 상귀니스라고 알려져 있다

## 참고 문헌
- Steven Runciman, A History of the Crusades, vol. II: The Kingdom of Jerusalem. Cambridge University Press, 1952.
- Walter the Chancellor's The Antiochene Wars: A Translation and Commentary. Thomas S. Asbridge and Susan B. Edgington. Ashgate, 1999. (Appendices also contain the accounts of Fulcher of Chartres, Albert of Aix, Matthew of Edessa, Orderic Vitalis, William of Tyre
- Geoffrey Hindley, The Crusades (Robinson: 2003)
- Smail, R. C. Crusading Warfare 1097-1193. New York: Barnes & Noble Books, (1956) 1995. ISBN 1-56619-769-4